# Wanda Sá
Wanda Maria Ferreira de Sá, besser bekannt als Wanda Sá oder Wanda de Sah (geboren 11. Juli 1944 in São Paulo) ist eine brasilianische Gitarristin und Sängerin des Bossa Nova und der Música Popular Brasileira (MPB). Sie erhielt 2018 den brasilianischen Ordem do Mérito Cultural.

## Leben
Als Sá noch ein junges Mädchen war, zogen ihre Eltern von São Paulo nach Rio de Janeiro. Sie lernte Ballett und begann im Alter von elf Jahren mit dem Gitarrenspiel. Sie war von klein auf vom Bossa Nova fasziniert, besuchte zahlreiche Aufführungen und setzte sich in die erste Reihe, um sich die Gitarrenakkorde einzuprägen. Sie wurde Schülerin von Roberto Menescal und bereits 1962 Gitarrenlehrerin an der von Menescal und Carlos Lyra geleiteten Musikschule an der Copacabana.
1962 begann ihre künstlerische Karriere vielversprechend. Aufgrund der Heirat mit dem Komponisten Edu Lobo zog Sá sich jedoch 1969 aus dem Musikbusiness zurück. Das Paar hatte drei Kinder: Marianne, Bernardo und Isabel; aber es trennte sich 1982. Ihr Sohn Bernardo Lobo schlug ebenfalls eine Sängerkarriere ein. Wanda Sá begann nach ihrer Ehe eine zweite Karriere und lebt bis heute in Rio de Janeiro.
Am 28. November 2018 wurde Wanda Sá in den Ritterstand des Ordem do Mérito Cultural erhoben, einer nationalen Auszeichnung für kulturelle Verdienste, die vom Präsidenten verliehen wird.

## Musikkarriere
1962 trat Sá zusammen mit Antônio Carlos Jobim, Sérgio Mendes und dem Bossa-Rio-Ensemble in der Live-Fernsehsendung Dois no balanço unter der Leitung von Luiz Carlos Miele und Ronaldo Bôscoli beim Fernsehsender TV Excelsior auf. 1964 stellte sie bei der Show O Fino da Bossa im Paramount Theater, dem heutigen Teatro Avril, in São Paulo ihre Langspielplatte Wanda Vagamente vor, die von Roberto Menescal produziert worden war und an der Dom Um Romão, Edison Machado und die Ensembles von Luís Carlos Vinhas, Tenório Júnior und Sérgio Mendes beteiligt waren. Die Platte enthielt frühe Arrangements von Eumir Deodato und auch frühe Kompositionen von Edu Lobo, Francis Hime, Marcos Valle und Nelson Motta. Ende 1964 wurde Wanda Sá Mitglied des Musikensembles Brasil '65 von Sérgio Mendes, mit dem sie auf Tournee in Brasilien und in den USA ging. In den Hollywood-Studios von Capitol Records wurde das Album Brasil '65 – Wanda Sah featuring The Sergio Mendes Trio aufgenommen. Das Album enthält unter anderem die erste englischsprachige Aufnahme von zwei großen Bossa-Nova-Hits: Samba de Verão (So Nice) und Ela é Carioca (She's a Carioca). Ebenfalls bei Capito Records nahm sie das Album Softly auf. Zurück aus Brasilien trat sie ab 1966 in Shows mit Baden Powell, Vinícius de Moraes, Mièle, Luís Carlos Vinhas und den Bossa Très auf. 1969 nahm sie an Paul Desmonds Hot Summer teil.
Nach ihrer familienbedingten Auszeit nahm Wanda Sá Ende der 1980er Jahre ihre Karriere wieder auf und trat in Shows mit Roberto Menescal und Mièle auf. Sie nahm 1994 das Album Brasileiras mit Célia Vaz auf. 1998 kam das Album Wanda Vagamente in Japan auf CD heraus, die zu einem Hit wurde und den zweiten Platz der Top-Charts erreichte.
Im Jahr 2000 nahm Sá die CD Wanda Sá & Bossa Três mit Luís Carlos Vinhas, Tião Neto und João Cortez auf. Sie spielten Bossa-Nova-Klassiker und neue Kompositionen. 2001 nahm sie mit Roberto Menescal, Marcos Valle und Danilo Caymmi am Fare Festival im italienischen Pavia teil. 2002 trat sie auf dem Montreux Jazz Festival auf. 2011 traten Wanda Sá und Marco Valle im New Yorker Jazzclub Birdland auf und wurden als Legenden der brasilianischen Musik gefeiert. 2014 veröffentlichte sie die Box Bossa Nova – 60er, die drei CDs zu Ehren ihrer 50-jährigen Karriere enthält, mit den Alben Wanda Vagamente, Brasil '65 und Softly. Im selben Jahr fand die Uraufführung der Show Wanda Sá e Os Cariocas zu Ehren von 100 Jahre Dorival Caymmi, bei Tom Jazz, in São Paulo statt. Ebenso stand sie mit Marcos Valle auf der Bühne des Espaço Tom Jobim im Botanischen Garten von Rio de Janeiro und die beiden feierten ihre 50-jährige Karriere. Im Centro Cultural Light in Rio de Janeiro trat sie noch im selben Jahr mit dem Programm MPB – 12:30 em ponto: Wanda Sá auf.

## Diskografie
- 1964: Wanda Vagamente, RGE
- 1965: Sergio Mendes Trio Plus the Voice of Wanda Sah, Rosinha de Valença Guitar: So Nice, Sears (mit Bud Shank)
- 1965: Brasil '65, The Sergio Mendes Trio featuring Wanda Sah, Capitol Records
- 1965: Softly, Capitol Records
- 1992: Brasil Bossa Nova, Pery Ribeiro, Wanda Sá und Osmar Milito
- 1994: Brasileiras, Wanda Sá und Célia Vaz, CID
- 1995: Eu e a música, Wanda Sá und Roberto Menescal, CID
- 1997: Uma mistura fina, Roberto Menescal, Wanda Sá und Luís Carlos Mièle, Albatroz
- 1998: Estrada Tokyo-Rio, Roberto Menescal und Wanda Sá
- 2000: Wanda Sá & Bossa Três, Abril Music
- 2001: Reparution de Wanda Vagamente, Dubas Musique/Universal Music
- 2001: Bossa entre Amigos, Roberto Menescal, Marcos Valle
- 2002: Domingo azul do mar, DeckDisc
- 2003:  Wanda Sá com João Donato, DeckDisc
- 2004: Jesusmania
- 2005: Swingueira, Sony und BMG, DVD
- 2006: Bossa do Leblon, DeckDisc
- 2007: Disney Aventures in Bossanova, Tu es mon Prince Bleu (Sleeping Beauty)
- 2007: Swingueira, Wanda Sá et Roberto Menescal, Albatroz Music, CD
- 2010: Declaração, Roberto Menescal e Wanda Sá,  Albatroz Music, CD
- 2014: Wanda Sá ao vivo, Biscoito Fino, CD et DVD
- 2018: A música de Tom e Vinicius, Biscoito Fino